# 殺人回憶
《殺人回憶》（：／）是一部2003年上映的韓國犯罪驚悚電影，由奉俊昊編劇與執導。電影大致參考南韓的華城連環殺人案，該事件發生於1986年9月15日到1991年4月3日，京畿道華城郡附近村莊，當時有10名女子受害，僅1人倖存。電影環繞著宋康昊與金相慶飾演的一對警探追查案件的過程。
本片是奉俊昊所執導的第二部長片，在他於2000年的處女作《綁架門口狗》之後推出。劇本由奉俊昊與沈聖甫編寫，主要受南韓文學家金光林於1996年的舞台劇《來見我》啟發。《殺人回憶》以其優秀的電影攝影、剪輯、配樂、表演以及奉俊昊的執導和劇本贏得了好評。自發行以來，它獲得了無數國家獎項，並被許多人視為21世紀最伟大的電影之一。

## 劇情
1986年10月23日，在一座小鎮郊區發現兩名遭姦殺的婦女。當地警探朴斗萬著手調查，因為當地的資源落後，斗萬聲稱他可以通過觀察面相來確定兇手身分。他首先向一個有嚴重燒傷的智能障礙人士白光鎬問訊，因為他過去一直跟隨鎮上的一名受害者。斗萬開始在案發現場假造光鎬的鞋印，並且讓他的搭檔曹容九警探毆打光鎬以獲得需要的供詞。
來自首爾的一名警探徐泰潤自願來到鄉下協助辦案，但他的方式卻與斗萬發生衝突。泰潤觀察到每位受害者的雙手都會被向後綑綁，他認為光鎬的手太軟弱，無力為受害者打上複雜的繩結，因此在光鎬認罪的記者會上當場清除其嫌疑，光鎬父親也來到現場大聲呼喊兒子是無辜的，導致警局備受輿論壓力，新任班長申東哲來監督此案。又一起謀殺案發生後，他們意識到凶殺案都發生在下雨的夜晚，而死者都剛好是身穿紅色衣服的婦女。女警權貴玉意識到，謀殺案當晚總是有人在當地廣播電台點一首名為《悲傷情歌》的歌曲。
後來，斗萬與容九請求靈媒的協助，嘗試在案發現場用占卜來破案，而泰潤也來到此處調查，此時，一名男子穿著女性內褲在現場對著帶來的內衣自慰。三人對其展開追逐，來到採石廠，斗滿通過敏銳的觀察逮捕那個人，後者卻聲稱自己只是模仿姦殺案在現場性幻想，斗萬不允採信。之後，泰潤聽聞附近中學出現色狼的傳說，女學生稱後山經常出現不明哭聲，泰潤因此找到過去強姦案的倖存女子，在貴玉與女子的溝通下，她道出自己不敢看兇手的長相，只知道他的手異常柔軟，像是女人的手。泰潤確認先前的男子並非兇手，因為他的手很粗糙。斗萬對此嗤之以鼻，激怒泰潤，兩人開始扭打，直到貴玉提醒他們《悲傷情歌》正在廣播播放。他們意識到外面下起大雨，但為時已晚，另一名婦女已被殺害，迫使泰潤，斗萬和容九決定摒棄前嫌、一起合作找出兇手。
在對最新受害者進行屍檢後，他們發現其下體被塞入桃子碎片。此時貴玉從廣播電台那裏找到每次點歌的男子朴賢奎。泰潤注意到他的手像倖存者所描述的一樣柔軟。在問訊中泰潤用激將法讓朴賢奎愈加感到不適、使其發怒，容九此時失控衝上去毆打朴賢奎，申班長大怒將其停職。由於沒有進一步的證據，加上容九的暴力行為再次令警局被記者與民權團體撻伐，他們只好釋放朴賢奎。案件陷入停滯，泰潤和斗萬回頭聽了光鎬當初的供詞，泰潤指出他的言詞不像是自首，而是在形容別人的行為，他們意識到光鎬是案件目擊者，因此很可能目睹兇手的長相。他們來到光鎬父親經營的餐廳，卻發現容九在此酗酒。當一群餐廳客人觀看新聞開始嘲笑警務人員，使喝醉的容九與他們發生鬥毆，而光鎬在混亂之中持帶有鏽釘的木棍刺穿容九的小腿並逃出餐廳。泰潤與斗萬追上前向光鎬詢問，在光鎬道出兇手於多年前曾燒傷他臉部的模糊訊息後，店內的客人跑來追打他們，光鎬慌張逃到鐵軌上，被疾馳而來的火車撞死。
容九的小腿感染破傷風必須截肢，也因此結束警察生涯，使斗萬感到絕望。同時，法醫在其中一具屍體上發現精液，但缺乏基因檢測技術，必須將樣本送至美國鑒定，以確認朴賢奎是否為殺手。泰潤開始監視著朴賢奎的行蹤，一天晚上，泰潤在監視過程中不小心睡著，導致朴賢奎下落不明，由於大多數警力正參與鎮壓學生運動，無力追蹤朴賢奎。與此同時，一個女中學生在回家夜路被殺，泰潤在犯罪現場認出被害的女孩是他在調查時所結識的女學生，勃然大怒把朴賢奎拖出家門至火車隧道前打算動用私刑槍決，此時斗萬帶著美國寄來的鑒定報告打斷泰潤，然而閱讀報告結果證明樣本與朴賢奎的DNA不匹配。斗萬再次嘗試用自己觀察面相的能力想確認朴賢奎是否有罪，卻最終無力辨認，只好放任朴賢奎戴著手銬、跑入隧道中消失，讓這起連環姦殺案從此成為一幢懸案。
2003年，現已退休當商人的斗萬於出差過程中途經當年的小鎮，不由自主地回到案發現場的溝渠回憶時，一名路過的小女孩告知說該溝渠不久前也被一個男人探訪，而該男人向小女孩表示自己回想起很久以前在那裡做過的事情。斗萬想知道那人的外貌，小女孩只說他看上去「很普通」。聽聞此言的斗萬很快面向電影鏡頭前的觀眾們，想用他的目光來尋找藏在觀眾中的兇手。

## 演員陣容
- 宋康昊 飾 朴斗萬
- 金相庆 飾 徐泰潤
- 金雷夏 飾 趙容九
- 宋在浩 飾 申東哲班長
- 邊希峰 飾 具希峰班長
- 高瑞熙 飾 女警權貴玉
- 柳泰浩 飾 趙秉順
- 朴魯植（朝鲜语：박노식 (1971년)） 飾 白光浩
- 朴海日 飾 朴賢奎
- 全美善 飾 朴斗萬的妻子
- 禹高奈 飾 金昭顯，安松女中學生，片中最後一個遇害者，角色原形為13歲女學生金美淨
- 李鈺珠 飾 吳南珠，安松女中學生
- 廉惠蘭 飾 昭顯母親
- 柳承穆 飾 朴記者
- 許英花（英语：서영화） 飾 山上的女人，連環姦殺案的倖存者。
- 金珠玲 飾 看護
- 鄭仁仙 飾 片尾與朴斗萬對話的女孩

## 製作

### 發展
2000年8月，奉俊昊對電影製片公司Sidus說明電影的構想，是關於一起「有點霸道的警察作為主角，最後沒抓到犯人的故事」。高層在考慮30秒後便馬上同意電影製作。奉俊昊開始思考電影應該要有甚麼樣的主張與立場，以此確立劇本的構思，之後與另一名編劇沈聖甫開始為期6至7個月的劇本寫作。奉俊昊將電影定義為一部「農村驚悚片」，必須塑造出80年代鄉村的感覺，電影的早期名稱為《來看我》。為尊重真實案件中的受害者，劇組在田野調查前先舉辦了佛教祈福儀式。

### 選角
2000年5月，奉俊昊請上副導演韓成根擔任選角導演，請他來挑選演員。韓成根剛開始有一張演員候選名單，然而劇本尚未完成，加上主演的檔期不配合，過程一波三折。

### 拍攝
拍攝前，劇組原先想去真實事件發生地點華城郡附近拍攝，可由於當地已經高樓林立，導致一直找不到適合的拍攝地點；劇組走訪韓國各地，包含京畿道楊平郡；全羅南道長城郡、海南郡長興郡；全羅北道金堤市與扶安郡；忠清南道舒川郡等地。製片經理金哲龍表示，「基本上除了慶尚道外，幾乎全國都跑遍了」。奉俊昊提到，「金導演看了我在地圖上的紅色標記，就問我是不是要全國視察」，龐大的拍攝地點也令這部電影創下最多外景地點的拍攝記錄。
奉俊昊因應故事時間發生在80年代，將電影色調定為灰暗基調，隨著案件的深入色調將會越來越黑暗；只有片頭與片末選在金色的稻田拍攝，以明亮的色調為主，好呼應角色的心境。為了完成採石場追逐的夜景戲，照明總監李江三用上四台發電機將採石場照射得燈火通明，成為韓國歷史上最大規模的夜景戲。片末的一個重要橋段是主角與嫌疑犯在隧道前爆發衝突，橋段原定在雨天發生，由於現場總是大晴天；劇組只好使用人造雨拍攝10天，選在照不到太陽的北面拍攝。攝影總監金炯求回憶「導演雖然很年輕，但很會控制場面」；李江三表示：「我跟金導演（金炯求）很少對話，可是我們很有默契，攝影組與燈光組如果不團結做不出好的電影」。
控制動物演出也是電影面臨的瓶頸。在發現第三具受害者遺體的橋段裡，奉俊昊想令烏鴉出現在鏡頭裡以塑造不詳的氛圍；然而野生烏鴉群難以控制，也不理會劇組灑的鳥食，演出指導李赫載只好去購買受訓過的烏鴉。電影為拍攝片頭的麥田戲，演出組親自下田抓捕數十隻蚱蜢以供演出。

## 音樂
《殺人回憶》的電影配樂由日本作曲家岩代太郎負責編曲。導演奉俊昊很久以前就是岩代太郎的粉絲，最早從岩代太郎在《神劍闖江湖－給維新志士的鎮魂歌》的創作認識他，對動畫中磅礡的配樂風格很印象深刻。奉俊昊盡量將拍攝好的樣片與一些音樂素材帶給岩代太郎參考，得以瞭解電影的氛圍和感覺，以幫助他作曲。奉俊昊認為電影的配樂不能太過感性，兩人一起對電影要以什麼為核心來創作配樂進行討論；最終敲定身分不明的犯人將是創作配樂的主題，電影的配樂基調必須流露出黑暗、悲傷的情緒。岩代太郎在作曲時沒有使用特別的樂器，大多以打擊樂器及弦樂器為主；且結合視覺影像與聽覺音像系統，讓兩者不會有太大的出入。奉俊昊也選擇多首八零年代流行音樂作為電影的插入曲，為的是傳達出八零年代的氣氛，韓國歌手劉在煥的《悲傷情歌》最為標誌性。
| 曲目列表 | 曲目列表                                                                       | 曲目列表 |
| 曲序     | 曲目                                                                           | 时长     |
| -------- | ------------------------------------------------------------------------------ | -------- |
| 1.       | 햇살 가득한 그날（A Day Filled By Sunlight）                                   | 1:41     |
| 2.       | 메인 타이틀（Prologue）                                                        | 0:33     |
| 3.       | 얼굴들（The Faces）                                                            | 2:24     |
| 4.       | 너는 자수하지 않으면 사지가 썩어 죽는다（Why Don't You Surrender To Justice?） | 0:48     |
| 5.       | 어둠 속으로（Into The Darkness）                                               | 1:23     |
| 6.       | 건널목（Crossing）                                                             | 0:39     |
| 7.       | 갈대밭（Against The Reed Bed）                                                 | 1:14     |
| 8.       | 제비처럼（Like a Swallow）                                                     | 2:51     |
| 9.       | 기다리던 비（Longing For The Rain）                                            | 2:10     |
| 10.      | 빗속의 여인（Woman in the Rain）                                               | 2:24     |
| 11.      | 공장의 불빛（Factory Light）                                                   | 0:57     |
| 12.      | 비명（Introduction Of The Screaming）                                          | 0:13     |
| 13.      | 제자리걸음（Steps Without The End）                                            | 0:50     |
| 14.      | 달밤의 질주（Running Away Under The Moonlight）                                | 1:45     |
| 15.      | 무당눈깔（Eyes Of The Medium）                                                 | 1:44     |
| 16.      | 언덕너머로（Another Side Of The Small Hill）                                   | 0:37     |
| 17.      | 짧은 만남（Breathing In A Moment）                                             | 0:10     |
| 18.      | 고백（Confession Of Guilt）                                                    | 1:17     |
| 19.      | 고백 이후（After the Confession）                                              | 0:35     |
| 20.      | 밤길（On The Night Road）                                                      | 0:36     |
| 21.      | 예고된 죽음（Murder Notice）                                                   | 1:57     |
| 22.      | 하얀 얼굴（White Face）                                                        | 0:43     |
| 23.      | 피로（Exhaustion）                                                             | 1:03     |
| 24.      | 암흑 속의 소녀（A Girl In The Darkness）                                       | 1:31     |
| 25.      | 니가 죽였다고 말해（Tell Me Who You Are!）                                     | 1:27     |
| 26.      | 멀리서 온 편지（The End Result From The Foreign Country）                      | 1:22     |
| 27.      | 패배（Defeat And Despair）                                                     | 1:59     |
| 28.      | 햇살 가득한 오늘（Today Filled By Sunlight）                                   | 0:49     |
| 29.      | 살인의 추억（Epilogue / Memories Of Murder）                                   | 3:15     |
| 30.      | 비의 추억（Memories Of Rain）                                                  | 3:46     |
| 31.      | 밤의 추억（Memories of Nightfall）                                             | 5:38     |
| 32.      | 우울한 편지（Sad Letter）                                                      | 4:59     |
| 总时长： | 总时长：                                                                       | 52:43    |

## 獎項
| - 第40屆大鐘獎（2003年） - 「最佳劇本獎」：奉俊昊 - 「最佳攝影獎」：金炯求 - 「最佳剪接獎」：金鮮珉 - 「最佳音樂獎」：岩代太郎 - 「最佳企劃獎」：車勝宰、盧鐘允 - 第24屆青龍電影獎（2003年） - 「最佳電影獎」 - 「最佳導演獎」：奉俊昊 - 「最佳男主角獎」：宋康昊 - 「最佳女配角獎」：全美善 - 「最佳劇本獎」：奉俊昊、沈聖甫 | - 第40屆大鐘獎（2003年） - 「最佳電影獎」 - 「最佳導演獎」：奉俊昊 - 「最佳男主角獎」：宋康昊 - 「最佳燈光獎」：李江山 - 第24屆青龍電影獎（2003年） - 「最佳攝影獎」：金炯求 - 「韓國電影最多觀眾獎」 - 第2屆韓國電影大獎（2003年） - 「最佳電影獎」 - 「最佳導演獎」：奉俊昊 - 「最佳男主角獎」：宋康昊 - 「最佳劇本獎」：奉俊昊、沈聖甫 - 「最佳攝影獎」：金炯求 - 「最佳剪接獎」：金鮮珉 - 第16屆東京國際電影節（2003年） - 「最佳亞洲電影獎」 - 第4屆釜山電影評論協會獎（2003年） - 「最佳導演獎」：奉俊昊 - 「最佳劇本獎」：奉俊昊 - 第11屆春史電影獎（2003年） - 「春史羅雲奎電影美術節大獎」 - 「最佳導演獎」：奉俊昊 - 「最佳男主角獎」：宋康昊 - 「最佳男配角獎」：朴魯植 - 「最佳劇本獎」：奉俊昊、沈聖甫 - 「最佳攝影獎」：金炯求 - 「最佳剪接獎」：金鮮珉 - 第23屆韓國電影評論協會獎（2003年） - 「最佳電影獎」 - 「最佳導演獎」：奉俊昊 - 「最佳男主角獎」：宋康昊 |

## 評價
自電影上映一年後便收到邪典電影粉絲追捧，並且在之後十年廣泛受到評論家的讚譽，被認為是21世紀最好的電影之一，以及韓國歷史上最優秀的電影。在匯總媒體網站爛番茄上，本片根據63篇影評獲得高達94%的新鮮度以及8.20 / 10分的平均得分，且在網站用戶評價中獲得93%的爆米花分數。該網站的評論家們一致認為，「殺人回憶將熟悉的犯罪類型與社會諷刺和喜劇相結合，捕捉到人們對關鍵人物的絕望。」《殺人回憶》在Metacritic上17位影評媒體中获得82分，這代表著「普遍好評」。，只有Seattle Post-Intelligencer給予50分不及格的評價，其原因是結尾過於草率，無法交代整個過程。本片也是韓國大鐘獎在2003年的最佳電影，導演奉俊昊與主演宋康昊分別獲得最佳導演獎與最佳男主角獎。
電影在韓國國內擁有5,101,645的觀影人次。成為韓國於2003年最多人觀看的電影。直到他被同年年底的《實尾島風雲》超越。《殺人回憶》在當年是韓國史上觀影人次第四高的電影，在《實尾島風雲》、《朋友》與《JSA安全地帶》之後。本片的商業成功令它的製片公司Sidus免於破產。
《殺人回憶》在數個國際影展上放映，包括坎城影展、夏威夷影展、倫敦影展、東京國際影展與聖賽巴斯提安國際影展。奉俊昊也在聖賽巴斯提安國際影展上獲得最佳導演獎。
導演昆汀·塔倫提諾將本片與奉俊昊的另一部作品《駭人怪物》列入他自1992年以來最喜愛的二十部電影列表當中。2019年3月，《体育东亚》在其创刊11周年之际对100位韩国电影人进行了问卷调查，《杀人回忆》被选为韩国影史最佳电影。視覺與聲音劇院將本片列入本世紀最關鍵的三十部電影之一。在《偏鋒雜誌》上，《殺人回憶》被排至2000至2010年間百大電影的第六十三名。
2010年，《電影評論》雜誌根據世界各地的電影愛好者投票列出本世紀的百大電影，投票成員包含電影工作者、影評與電影學院學生。奉俊昊的兩部電影被納入其中，分別是第七十一名的《駭人怪物》與第八十四名的《殺人回憶》。

## 外部連結
- 官方网站
- 互联网电影数据库（IMDb）上《殺人回憶》的资料（英文）
- 韩国电影数据库（KMDb）上《殺人回憶》的資料
- AllMovie上《殺人回憶》的资料（英文）
- Box Office Mojo上《殺人回憶》的資料（英文）
- Metacritic上《殺人回憶》的資料（英文）
- 爛番茄上《殺人回憶》的資料（英文）
- Darcy Paquet's review （页面存档备份，存于） at koreanfilm.org
- 殺人回憶 Facebook